# Белвилл (ЮАР)
Белвилл, иногда Бельвиль, англ. Bellville — бывший город в Западно-Капской провинции ЮАР, в настоящее время — пригород Кейптауна. Расположен примерно в 20 км от центральной части Кейптауна. Здесь расположены Университет Западно-Капской провинции и штаб-квартира Библейского общества ЮАР (af:Bybelgenootskap van Suid-Afrika). Также поблизости расположены Кейптаунский международный аэропорт, ряд полей для гольфа, винодельческий регион и несколько крупных торговых центров.

## История
Изначально был известен под названием Хардекраальтье африк. Hardekraaltjie («твёрдый крааль»). Здесь был единственный участок с твёрдой почвой, по которому мог двигаться гужевой транспорт (равнины вокруг были песчаными, двигаться по ним было трудно).
Равнина в те времена была пустынной и незастроенной. Когда железная дорога из Кейптауна в Веллингтон прошла через Хардекраальтье, здесь построили станцию, названную «Дурбанская дорога» (речь шла не о г. Дурбан, а о посёлке с тем же названием, который позднее был переименован в Дурбанвилл во избежание путаницы). В то время Дурбанвилл был уже известным посёлком, тогда как Белвилл только зарождался
Среди носителей языка африкаанс Белвилл также известен как «Двенадцать миль» (от Кейптауна) африк. Twaalf Myl, в честь дорожного столба на популярной среди фуртреккеров дороге, на котором вырезана римская цифра XII.
В 1861 посёлок был переименован в Белвилл в честь землемера Чарльза Белла. С 1940 г. он стал независимым муниципалитетом, а с 1979 г. — городом.